# Suwa (Nagano)
Pour les articles homonymes, voir Suwa.
Suwa (諏訪市, Suwa-shi) est une ville de la préfecture de Nagano, au Japon.

## Géographie

### Localisation
Suwa est située dans le centre de la préfecture de Nagano, bordée au nord-ouest par le lac Suwa, à environ 100 kilomètres au sud de la ville de Nagano.

### Démographie
En mars 2019, la population de la ville de Suwa était estimée à 48 972 habitants, répartis sur une superficie de 109,06 km2.

### Climat
La ville a un climat caractérisé par des étés chauds et humides et des hivers relativement doux. La température annuelle moyenne à Suwa est de 11,4 °C. La pluviométrie annuelle moyenne est de 1 301,5 mm, juillet étant le mois le plus humide.

## Histoire
Les rives du lac Suwa sont habitées depuis au moins la période paléolithique japonaise. Le clan Suwa a régné sur la région depuis l'époque de Nara, et la région s'est développée en tant que jōkamachi (ville-château) pour le domaine de Suwa à l'époque d'Edo et en tant que station du Kōshū Kaidō.
Le 1er avril 1889, le village de Kamisuwa a été créé. Il obtient le statut de bourg en 1891. Après la fusion avec les villages de Shiga et Toyoda, Kamisuwa a été élevé au statut de ville le 10 août 1941 et a été renommé Suwa.

## Culture locale et patrimoine
- Château de Takashima
- Onbashira

## Transports
La ville est desservie par la ligne principale Chūō de la JR East à la gare de Kami-Suwa.

## Jumelage
Suwa est jumelée avec :
- Saint-Louis (États-Unis),
- Amboise (France)[3],
- Kundl (Autriche),
- Wörgl (Autriche).

## Personnalités liées à la municipalité
- Isoko Hatano (1905-1978), écrivain japonais
- Shōshō Chino (1883-1946), germaniste et traducteur japonais.